# Roman Dolidze
Roman Dolidze (gruz. რომან დოლიძე, ur. 15 lipca 1988 w Batumi) – gruziński zawodnik mieszanych sztuk walki (MMA) wagi średniej (do 83,9 kg), występujący także w wadze półciężkiej (do 93 kg) oraz dawniej w wadze ciężkiej (do 120 kg). Aktualnie związany z federacją UFC.

## Życiorys
Urodził się 15 lipca 1988 roku w Batumi, Gruzińska SRR, Związek Radziecki (obecnie Gruzja). W przeszłości grał w piłkę nożną przez osiem lat, z czego ostatnie trzy lata spędził jako zawodowy bramkarz. W wieku 20 lat przeniósł się na Ukrainę, aby tam studiować, przy tym zaczynając trenować różne sporty walki, takie jak m.in: sambo, brazylijskie jiu-jitsu i grappling. Pierwszy sportowy sukces osiągnął zostając mistrzem Europy oraz świata w grapplingu, zgodnie z zasadami United World Wrestling. Następnie w 2016 roku został mistrzem Azji i Oceanii w największej na świecie organizacji submission fightingu – Abu Dhabi Combat Club (ADCC) w wadze do 99 kg (218 funtów). Wygrana ADDC zapewniło mu miejsce w prestiżowym turnieju ADCC Submission Fighting World Championships 2017, jednak odpadł tam już w pierwszej rundzie, ulegając Brazylijczykowi – Yuriemu Simoesowi. W wieku 28 lat zaczął trenować MMA i skupił się wyłącznie na karierze zawodniczej.

## Kariera MMA

### Wczesna kariera
Debiut w mieszanych sztukach walki rozpoczął od walki z Aleksandrem Kowbelem, którą stoczył 9 grudnia 2016 roku w Odessie‎, podczas gali RFP 53: West Fight 23. Dolidze zwyciężył ten pojedynek już po 42 sekundach rundy pierwszej, poddając Ukraińca dźwignią skrętowa na staw skokowy. Walka odbyła się jednorazowo w kategorii ciężkiej.
Następnie w 2017 roku związał się z ukraińską federacją World Warriors Fighting Championships, dla której stoczył 5 wygranych walk przed czasem. Dolidze pierwsze trzy walki wygrał w pierwszych rundach, dzięki czemu w następnej zawalczył o pas mistrza WWFC w wadze półciężkiej. 16 czerwca 2018 zdobył tytuł, wygrywając przez nokaut z Brazylijczykiem, Ederem de Souzą. Pół roku później obronił trofeum mistrzowskie w walce z Michałem Pasternakiem, którego pokonał także przez nokaut.

### UFC
W 2019 roku podpisał kontrakt z największą federacją MMA na świecie Ultimate Fighting Championship.
Przed swoim debiutem uzyskał pozytywny wynik testu na obecność klomifenu i jego metabolitów M1 i M2, a także długoterminowego metabolitu dehydrochlorometylotestosteronu (DHCMT). Został przez to zawieszony do 12 marca 2020. 
Debiut dla nowego pracodawcy stoczył ostatecznie 19 lipca 2020 r. podczas gali UFC Fight Night: Figueiredo vs. Benavidez 2. Zwyciężył pojedynek z Chadisem Ibragimowem w pierwszej rundzie przez techniczny nokaut, naruszając najpierw Rosjanina mocnym kolanem, a następnie rozbił zamroczonego rywala dodatkowymi ciosami. Jeszcze w grudniu tego samego roku podczas wydarzenia UFC on ESPN: Hermansson vs. Vettori pokonał po trzyrundowej batalii niejednogłośną decyzją sędziowską (30-27, 29-28, 28-29) Brazylijczyka, Johna Allana. 
Następnie przeszedł do niższej kategorii wagowej – średniej. Pierwszej porażki doznał 20 marca 2021 na UFC on ESPN: Brunson vs. Holland w pojedynku z Amerykaninem, Trevinem Gilesem. Przegrał walkę jednogłośnie na punkty (29-28, 29-28, 29-28).  
Powrót na zwycięskie tory odbył w walce przeciwko Argentyńczykowi, Laureano Staropoliemu podczas gali UFC Fight Night: Rozenstruik vs. Sakai, która odbyła się 5 września 2021. Dolidze wypunktował rywala jednogłośną decyzją sędziowską w stosunku 3 x 30-27.  
W 2022 roku trzykrotnie nokautował swoich rywali, w tym zgarniając wyróżniające, dodatkowe przez federację UFC bonusy pieniężne w kategorii Występ Wieczoru. Dolidze pokonywał kolejno – Kyle'a Daukausa, Phila Hawesa oraz Jacka Hermanssona.  
18 marca 2023 podczas gali UFC on ESPN: Thompson vs. Holland uległ jednogłośną decyzją sędziowską byłemu pretendentowi do pasa mistrzowskiego UFC wagi średniej, Marvinowi Vettoriemu.  
W późniejszym czasie był przymierzany do walki z Derekiem Brunsonem na UFC 295 oraz Jaredem Cannonierem na UFC on ESPN 52. Pierwotna walka nie doszła do skutku, gdyż Brunson ogłosił 14 września, że rozstaje się z organizacją, natomiast Jared Cannonier doznał kontuzji podczas treningu.  
W walce wieczoru gali UFC Fight Night 235, która odbyła się 3 lutego 2024 zmierzył się z Nassourdine'em Imawowem. Przegrał po większościowej decyzji (49-44, 47-47, 48-46).  
29 czerwca 2024 podczas gali UFC 303: Pereira vs. Procházka 2 zastąpił Carlosa Ulberga w walce z doświadczonym Amerykaninem Anthonym Smithem. Starcie zakontraktowano w wadze półciężkiej. Zwyciężył przez jednogłośną decyzję sędziowską.  
5 października 2024 podczas wydarzenia UFC 307 wszedł na zastępstwo za kontuzjowanego Chrisa Curtisa do walki z Kevinem Hollandem. Zwyciężył przez techniczny nokaut w wyniku kontuzji żeber Amerykanina, która uniemożliwiła mu wyjście do drugiej rundy.  
W walce wieczoru gali w Las Vegas, która odbyła się 15 marca 2025, doszło do jego rewanżu z Marvinem Vettorim. Dolidze udanie zrewanżował się Włochowi, pokonując go po pięciu rundach jednogłośnie na kartach punktowych.  
Ponownie w Las Vegas stoczył walkę wieczoru. Jego rywalem był Amerykanin Anthony Hernandez, z którym zawalczył 9 sierpnia 2025. Przegrał przez poddanie w czwartej rundzie.  

## Osiągnięcia

### Mieszane sztuki walki
- World Warriors Fight Championship
  - 2018: Mistrz WWFC w wadze półciężkiej
- Ultimate Fighting Championship
  - Bonus za występ wieczoru (trzy razy) vs. Kyle Daukaus (2022)[16],  Phil Hawes (2022)[17], Jack Hermansson (2022)[18]

### Grappling
- ADCC Submission Fighting World Championship
  - 2016: Zwycięzca ADCC Asia trials w kat. 99 kg[34]

- Mistrz świata Grappling FILA[34]

## Lista zawodowych walk w MMA
| Wynik     | Bilans | Przeciwnik (bilans przed walką) | Rozstrzygnięcie                             | Runda | Czas | Rozgrywki                                   | Data       | Miejsce        | Uwagi                                             |
| --------- | ------ | ------------------------------- | ------------------------------------------- | ----- | ---- | ------------------------------------------- | ---------- | -------------- | ------------------------------------------------- |
| Przegrana | 15-4   | Anthony Hernandez (14-2. 1NC)   | Poddanie (duszenie zza pleców)              | 4     | 2:45 | UFC Fight Night: Dolidze vs. Hernandez      | 09.08.2025 | Las Vegas      | Main Event                                        |
| Wygrana   | 15-3   | Marvin Vettori (19-7-1)         | Decyzja (jednogłośna)                       | 5     | 5:00 | UFC Fight Night: Vettori vs. Dolidze 2      | 15.03.2025 | Las Vegas      | Main Event                                        |
| Wygrana   | 14-3   | Kevin Holland (26-11)           | TKO (kontuzja żeber)                        | 1     | 5:00 | UFC 307                                     | 05.10.2024 | Salt Lake City | Powrót do wagi średniej.                          |
| Wygrana   | 13-3   | Anthony Smith (38-19)           | Decyzja (jednogłośna)                       | 3     | 5:00 | UFC 303                                     | 29.06.2024 | Las Vegas      | Walka w wadze półciężkiej.                        |
| Przegrana | 12-3   | Nassourdine Imawow (12-4. 1 NC) | Decyzja (większościowa)                     | 5     | 5:00 | UFC Fight Night: Dolidze vs. Imavov         | 03.02.2024 | Las Vegas      | Main Event                                        |
| Przegrana | 12-2   | Marvin Vettori (18-5-1)         | Decyzja (jednogłośna)                       | 3     | 5:00 | UFC 286                                     | 18.03.2023 | Londyn         |                                                   |
| Wygrana   | 12-1   | Jack Hermansson (23-7)          | TKO (ciosy pięściami)                       | 2     | 4:06 | UFC on ESPN: Thompson vs. Holland           | 03.12.2022 | Orlando        | Bonus za występ wieczoru.                         |
| Wygrana   | 11-1   | Phil Hawes (12-3)               | KO (hak)                                    | 1     | 4:09 | UFC Fight Night: Kattar vs. Allen           | 29.10.2022 | Las Vegas      | Bonus za występ wieczoru.                         |
| Wygrana   | 10-1   | Kyle Daukaus (11-2)             | KO (kolana i ciosy pięściami)               | 1     | 1:13 | UFC on ESPN: Kattar vs. Emmett              | 18.06.2022 | Austin         | Bonus za występ wieczoru.                         |
| Wygrana   | 9-1    | Laureano Staropoli (9-3)        | Decyzja (jednogłośna)                       | 3     | 5:00 | UFC Fight Night: Rozenstruik vs. Sakai      | 05.06.2021 | Las Vegas      |                                                   |
| Przegrana | 8-1    | Trevin Giles (13-2)             | Decyzja (jednogłośna)                       | 3     | 5:00 | UFC on ESPN: Brunson vs. Holland            | 20.03.2021 | Las Vegas      | Debiut i przejście do wagi średniej.              |
| Wygrana   | 8-0    | John Allan (13-5)               | Decyzja (niejednogłośna)                    | 3     | 5:00 | UFC on ESPN: Hermansson vs. Vettori         | 05.12.2020 | Las Vegas      |                                                   |
| Wygrana   | 7-0    | Khadis Ibragimov (8-2)          | TKO (kolano i ciosy pięściami)              | 1     | 4:15 | UFC Fight Night: Figueiredo vs. Benavidez 2 | 19.07.2020 | Abu Zabi       | Debiut w UFC.                                     |
| Wygrana   | 6-0    | Michał Pasternak (13-3)         | KO (backfist i ciosy w parterze)            | 3     | 3:00 | World Warriors Fighting Championship 13     | 15.12.2018 | Kijów          | Obronił pas mistrzowski WWFC w wadze półciężkiej. |
| Wygrana   | 5-0    | Eder de Souza (15-4)            | KO (cios)                                   | 2     | 3:36 | World Warriors Fighting Championship 11     | 16.06.2018 | Kijów          | Zdobył pas mistrzowski WWFC w wadze półciężkiej.  |
| Wygrana   | 4-0    | Amirali Zhoroev (0-0)           | TKO (ciosy pięściami)                       | 1     | 3:34 | World Warriors Fighting Championship 9      | 14.12.2017 | Kijów          |                                                   |
| Wygrana   | 3-0    | Jumabek Ayjigit Uulu (2-5)      | Poddanie (duszenie zza pleców)              | 1     | 1:21 | World Warriors Fighting Championship 7      | 14.06.2017 | Kijów          |                                                   |
| Wygrana   | 2-0    | Rémi Delcampe (3-0)             | Poddanie (dźwignia skrętna na staw skokowy) | 1     | 0:56 | World Warriors Fighting Championship 6      | 29.03.2017 | Kijów          | Debiut w wadze półciężkiej.                       |
| Wygrana   | 1-0    | Alexander Kovbel (0-0)          | Poddanie (dźwignia skrętna na staw skokowy) | 1     | 0:42 | RFP 53: West Fight 23                       | 09.12.2016 | Odessa         | Debiut w wadze ciężkiej.                          |